# إيرل باريت
إيرل باريت (بالإنجليزية: Earl Barrett)‏ (28 أبريل 1967 بروتشديل في المملكة المتحدة - ) هو لاعب كرة قدم بريطاني في مركز الدفاع. شارك مع منتخب إنجلترا تحت 21 سنة لكرة القدم ومنتخب إنجلترا لكرة القدم الرديف ومنتخب إنجلترا لكرة القدم. أما مع النوادي، فقد لعب مع أستون فيلا وأولدهام أثلتيك وشيفيلد وينزداي وشيفيلد يونايتد ومانشستر سيتي ونادي إيفرتون ونادي تشستر سيتي.

## مسيرته الكروية
لعب إيرل باريت خلال مسيرته الاحترافية مع 7 أندية في ثمانية عشر موسمًا وسجل خلالها 8 أهداف ضمن 406 مباراة. حيث فاز في موسم واحد بالكأس ولم يفز بأي دوري.
خاض إيرل باريت مسيرته مع نادي تشستر سيتي في موسم 1985–86 لمدة موسم واحد، مشاركًا في 12 مباراة ولم يسجل أي هدف. ثم انتقل إلى نادي مانشستر سيتي في موسم 1986–87 لمدة موسم واحد، حيث شارك في 3 مباريات ولم يسجل أي هدف أيضًا. لينتقل بعدها إلى نادي أولدهام أثلتيك في موسم 1987–88 ليلعب معه خمسة مواسم، مشاركًا في 183 مباراة سجل خلالها 7 أهداف. ثم انتقل إلى نادي أستون فيلا في موسم 1991–92 ليلعب معه أربعة مواسم، مشاركًا في 119 مباراة سجل خلالها هدفًا واحدًا. هذا وانتقل لاحقًا إلى نادي إيفرتون في موسم 1994–95 ليلعب معه أربعة مواسم، مشاركًا في 74 مباراة ولم يسجل أي هدف. ثم انتقل بعدها إلى نادي شيفيلد يونايتد في موسم 1997–98 لمدة موسم واحد، مشاركًا في 5 مباريات ولم يسجل أي هدف أيضًا. ليعود وينتقل من جديد، لكن هذه المرة إلى نادي شيفيلد وينزداي في موسم 1998–99 لمدة موسم واحد، مشاركًا في 10 مباريات ولم يسجل أي هدف أيضًا.

## وصلات خارجية
- إيرل باريت على موقع قاعدة بيانات كرة القدم.إي يو (الإنجليزية)
- إيرل باريت على موقع ناشيونال فوتبول تيمز (الإنجليزية)
- إيرل باريت على موقع Soccerbase.com (لاعب) (الإنجليزية)
- إيرل باريت على موقع عالم كرة القدم.نت (الإنجليزية)